# Jeong Eun-sun
Jeong Eun-sun (kor.정은선; ur. 28 stycznia 1993) – południowokoreańska zapaśniczka walcząca w stylu wolnym. Zajęła jedenaste miejsce na mistrzostwach świata w 2015. Brązowa medalistka mistrzostw Azji w 2021; piąta w 2015. Trzecia na mistrzostwach Azji juniorów w 2011 i 2012 roku.